# Enveloppe rouge

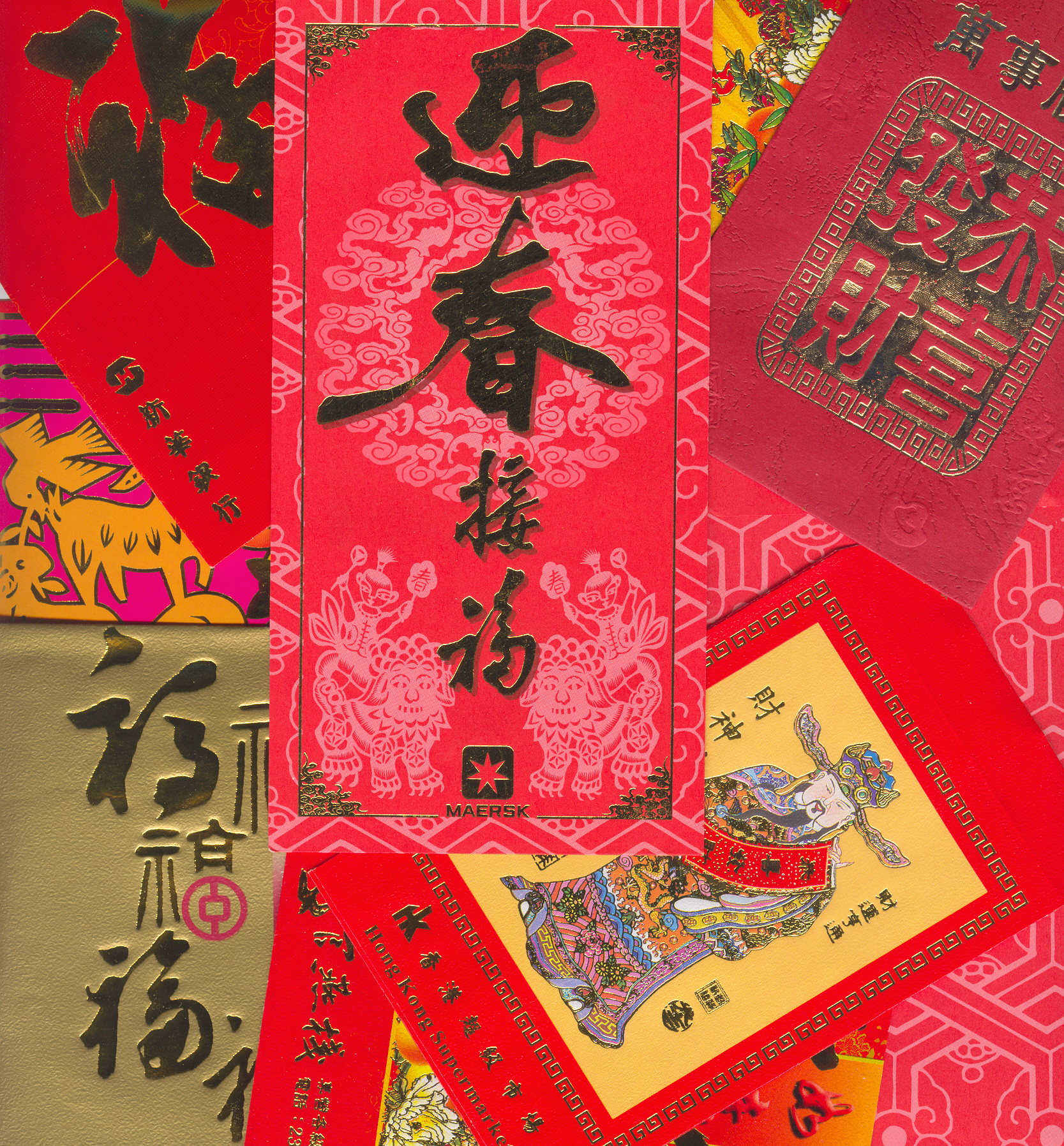
Quelques exemples de hong bao modernes

Une enveloppe rouge, ou paquet rouge (chinois traditionnel : 紅包, chinois simplifié : 红包, pinyin: hóng bāo), est un don d'argent traditionnel chinois réalisé dans une enveloppe rouge. Son nom cantonais est lai si, aussi transcrit lai see (利是, 利市 ou 利事) et Ang Pow en Minnan. Il est censé porter bonheur. Le terme désigne aussi les dessous-de-table, politiques ou autres.
Les enveloppes rouges sont offertes au cours de fêtes familiales, comme des réceptions de mariage, ou lors de fêtes traditionnelles, comme le nouvel an chinois (dans ce cas elles sont appelées yāsuì qián, 壓歲錢). Le rouge est d'ailleurs la couleur des robes de mariées et des costumes traditionnels que portent les enfants pour le nouvel an. Cette couleur symbolise la chance et le montant d'argent dans le paquet est souvent un nombre favorable, tel qu'un nombre composé de beaucoup de huit, dont la prononciation en chinois est proche de celle du mot prospérité.
Au nouvel an chinois un hóng bāo est typiquement donné par des adultes (généralement mariés) aux enfants de passage et à leur propre progéniture. Le destinataire souhaite un avenir favorable au donneur en prenant l'enveloppe rouge.
Le montant du don est très important car c'est en fonction de lui que celui qui reçoit distingue l'importance sociale du donneur et la force de leur lien, c'est une forme de rapport social. 
Des coutumes similaires existent dans d'autres pays asiatiques. Ainsi, au Viêt Nam les enveloppes rouges sont les lì xì, mot similaire dans sa prononciation au cantonais lai si. Au Japon et en Corée, le don d'argent, appelé otoshidama (au Japon), fait aux enfants par leurs parents pendant la période du nouvel an s'effectue dans une enveloppe blanche sur laquelle est marqué le nom du destinataire. En Malaisie, les musulmans donnent de l'argent dans des paquets verts décorés de motifs islamiques pour l'Aïd el-Fitr. Enfin en Thaïlande, les Thaïs chinois (en) donnent des enveloppes rouges appelées Ang Pow ou Tae Ea.

## Source
- (en) Cet article est partiellement ou en totalité issu de l’article de Wikipédia en anglais intitulé « Red envelope » (voir la liste des auteurs).